# Cadaba kassasii
Cadaba kassasii là một loài thực vật có hoa trong họ Capparaceae. Loài này được Chrtek mô tả khoa học đầu tiên năm 1971.